# Sommet du G7 de 2019
Le sommet du G7 2019 a lieu du 24 au 26 août 2019 à Biarritz, en France. Il réunit les participants permanents du sommet du G7 2018 (Canada) : les États-Unis, le Royaume-Uni, le Canada, la France, l'Allemagne, l'Italie et le Japon. Le FMI, l'ONU et l'OCDE sont également représentés. Cette fois encore, la Russie n'est pas présente, en raison de son exclusion du G7 depuis la crise de Crimée de 2014. 
Cependant, selon un haut responsable de l'administration américaine, Donald Trump et Emmanuel Macron conviennent qu'il faut inviter la Russie au prochain sommet du G7, qui se tient en 2020, alors qu'un fonctionnaire français souligne que Macron n'avait pas changé de position : la Russie ne pouvait réintégrer le G8 sans que la situation ne change en Ukraine.

## Contexte
Le dernier sommet du G7 organisé en France remonte à 2011 sous la présidence de Nicolas Sarkozy. Emmanuel Macron reçoit les chefs d'État ou de gouvernement des États-Unis, du Royaume-Uni, du Canada, de l'Allemagne, de l'Italie et du Japon. Jean-Yves le Drian, ministre des Affaires étrangères, annonce que le thème directeur serait « la lutte contre les inégalités », principalement sur le climat et la lutte contre le terrorisme.
En marge de ce G7, Emmanuel Macron organise, avec l'aval des autres membres, la venue imprévue du ministre iranien des Affaires étrangères, Mohammad Djavad Zarif, afin de sauver l'esprit de l'accord de Vienne sur le nucléaire iranien et faire baisser les tensions dans le golfe Persique.
En parallèle, est présenté par François-Henri Pinault le Fashion Pact, une série d'engagements en matière d'écologie que prennent plusieurs entreprises de la mode afin de réduire leur impact environnemental

## Composition

### Représentants des pays membres

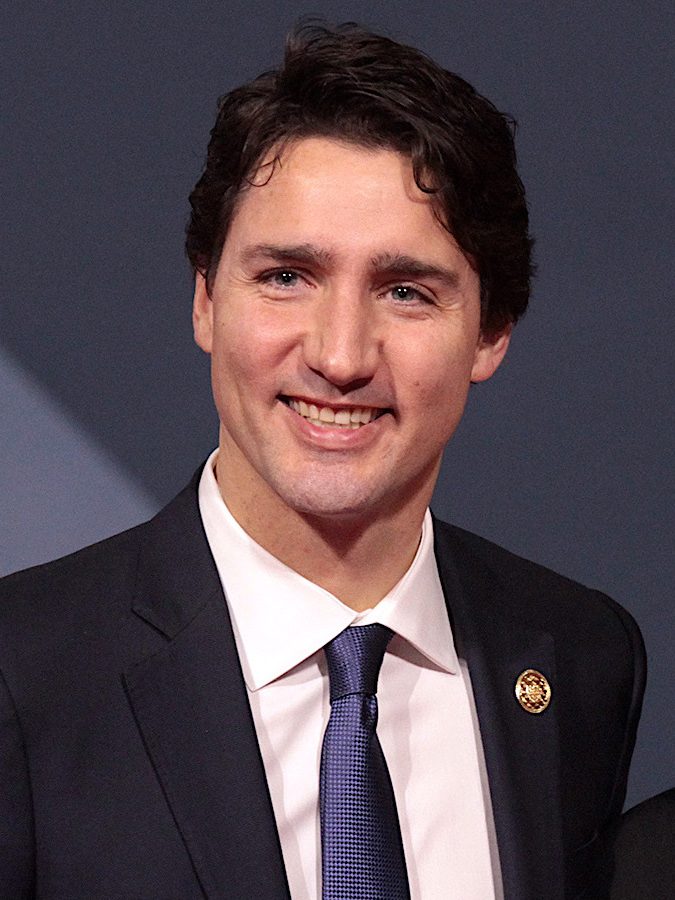
Canada Justin Trudeau, Premier ministre
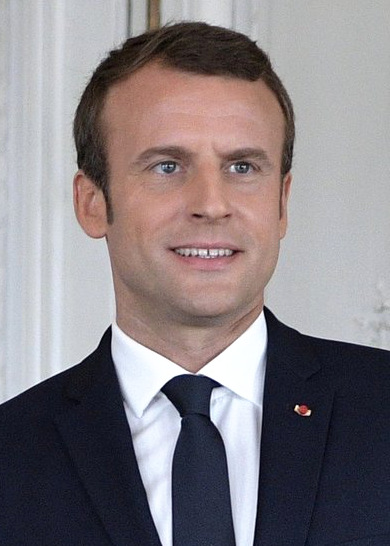
France Emmanuel Macron, Président de la République
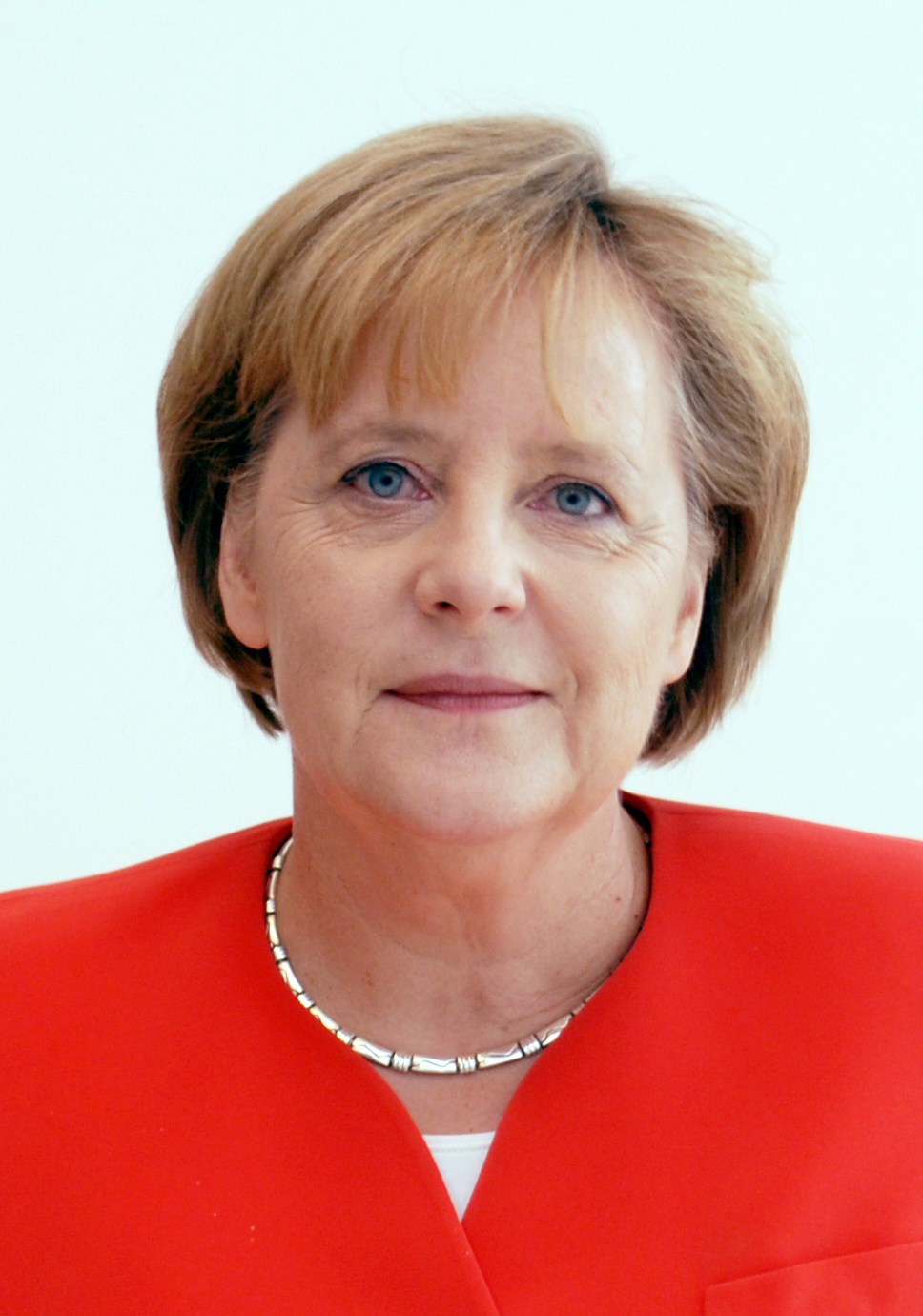
Allemagne Angela Merkel, Chancelière fédérale
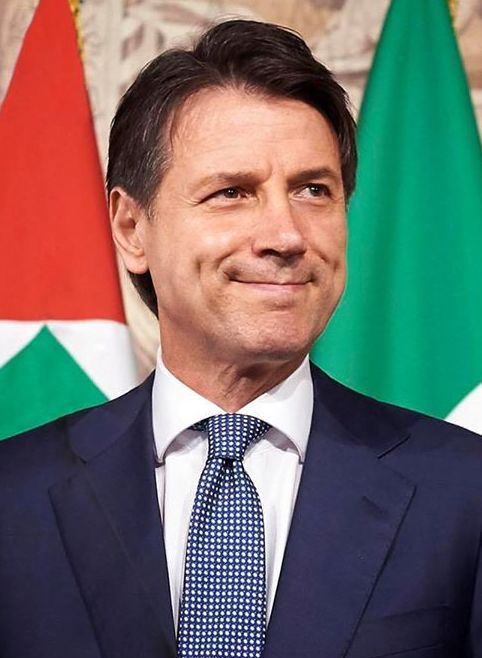
Italie Giuseppe Conte, Président du Conseil
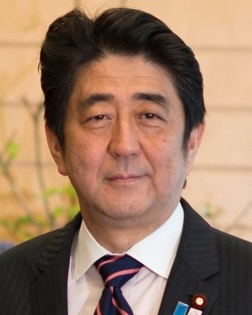
Japon Shinzō Abe, Premier ministre
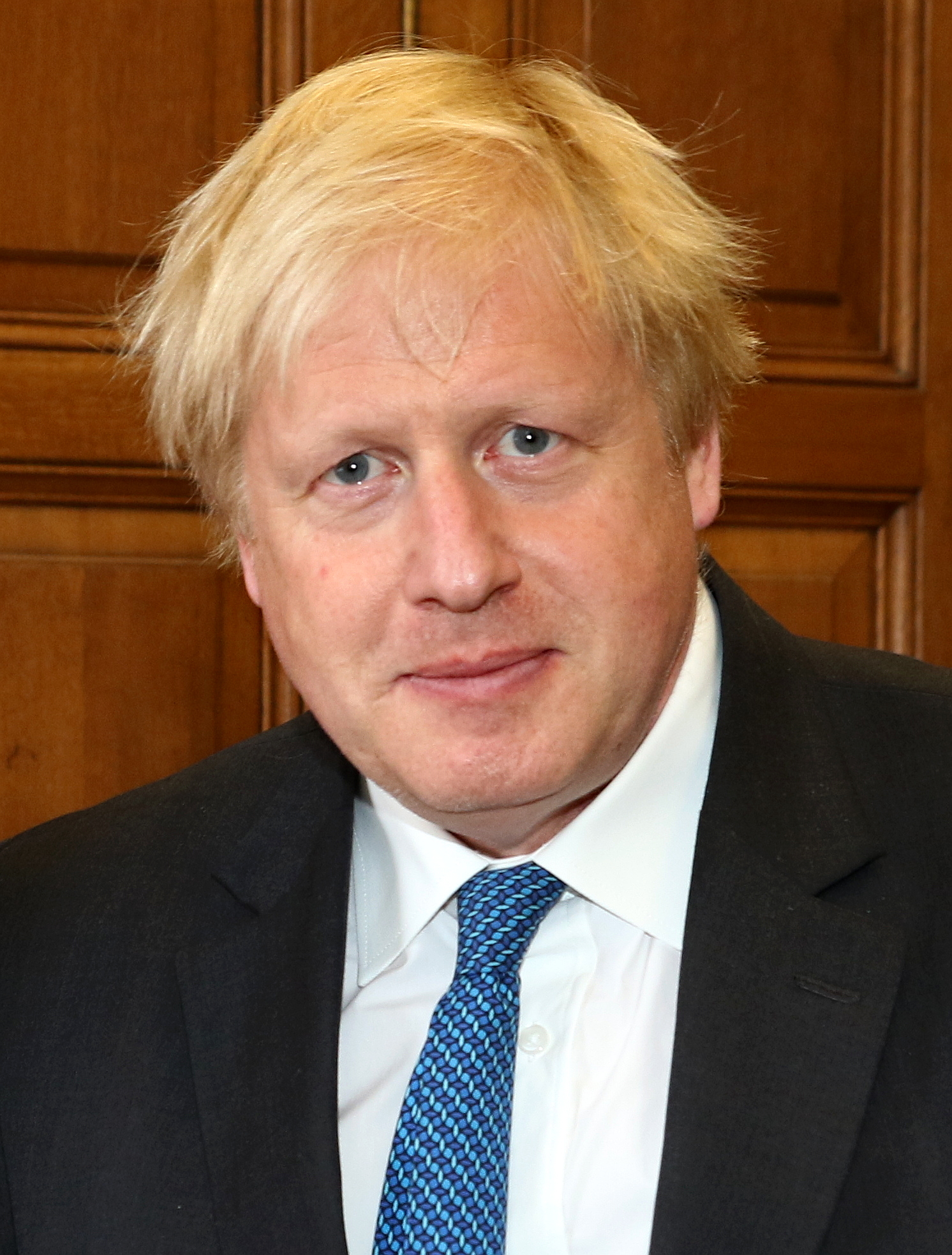
Royaume-Uni Boris Johnson, Premier ministre
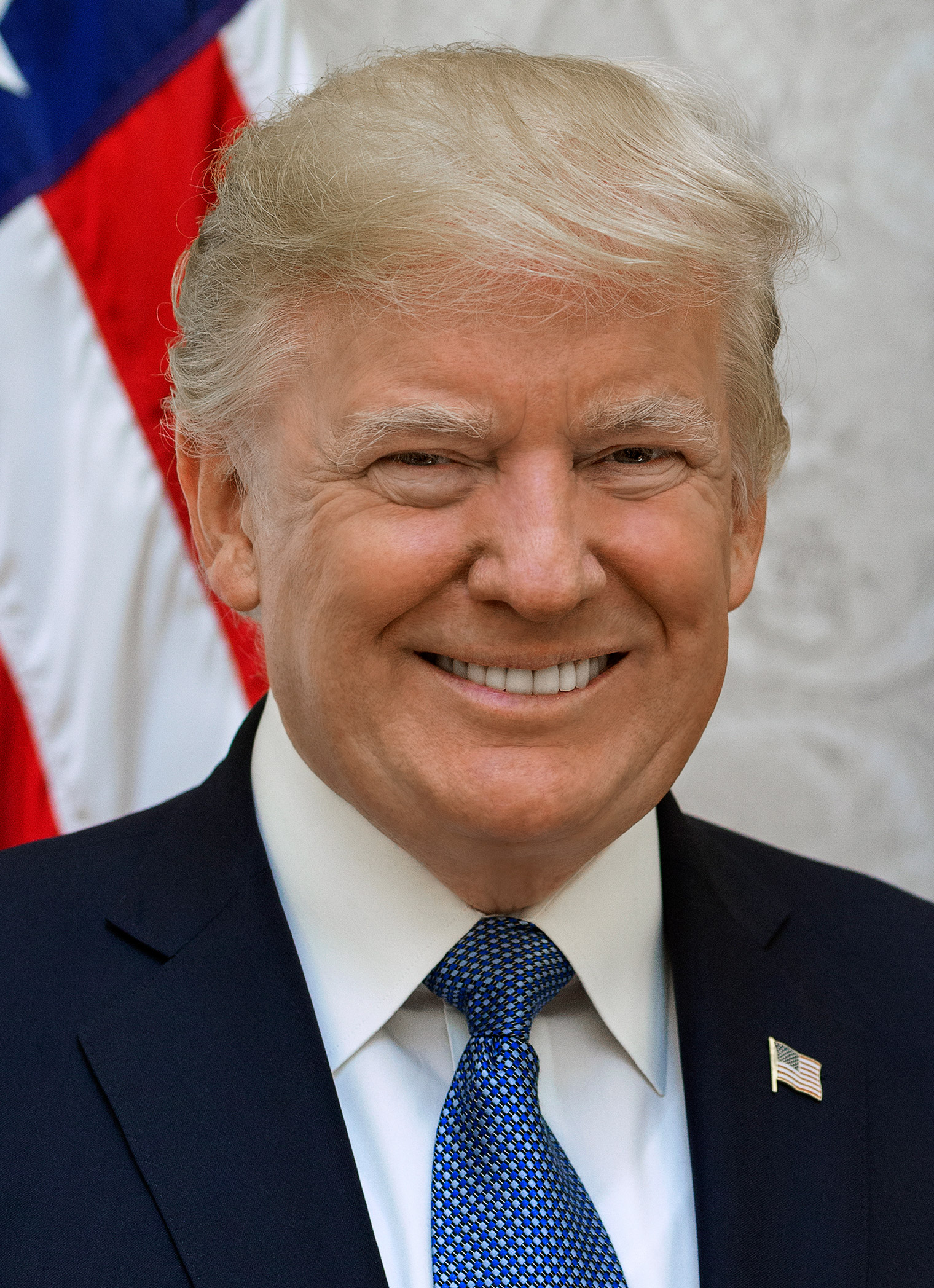
États-Unis Donald Trump, Président
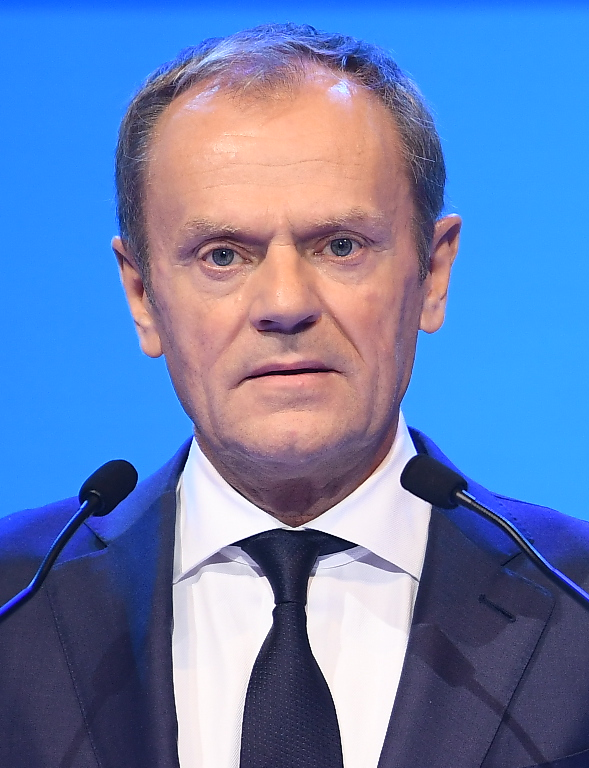
Union européenne Donald Tusk, Président du Conseil

### Invités

#### Chefs d'État ou de gouvernement
Le président de la République française, Emmanuel Macron, a aussi invité l'Australie, l'Espagne, le Chili, l'Inde, l'Afrique du Sud, l'Égypte, le Rwanda, le Burkina Faso et le Sénégal.

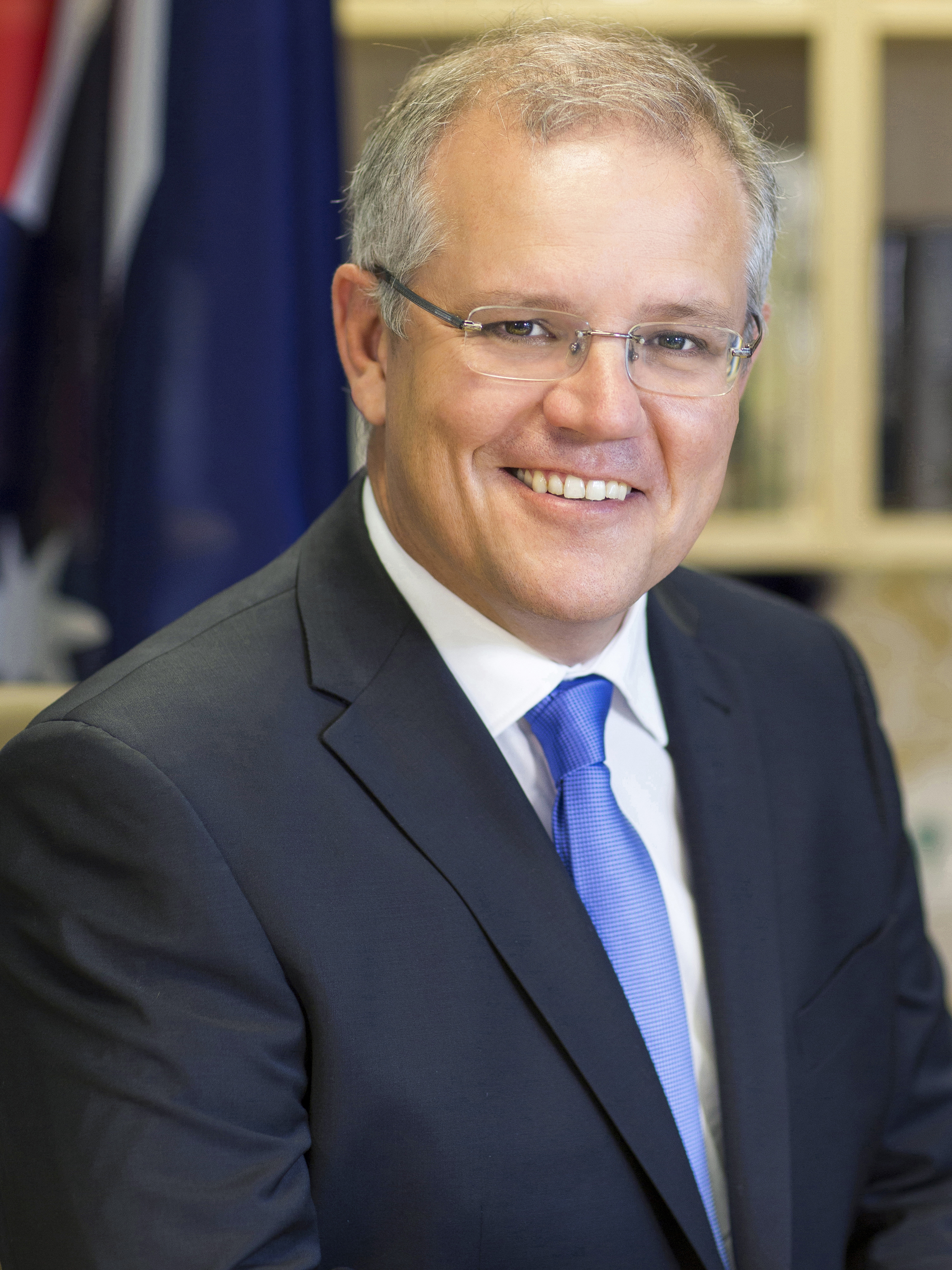
AUS Scott Morrison, Premier ministre
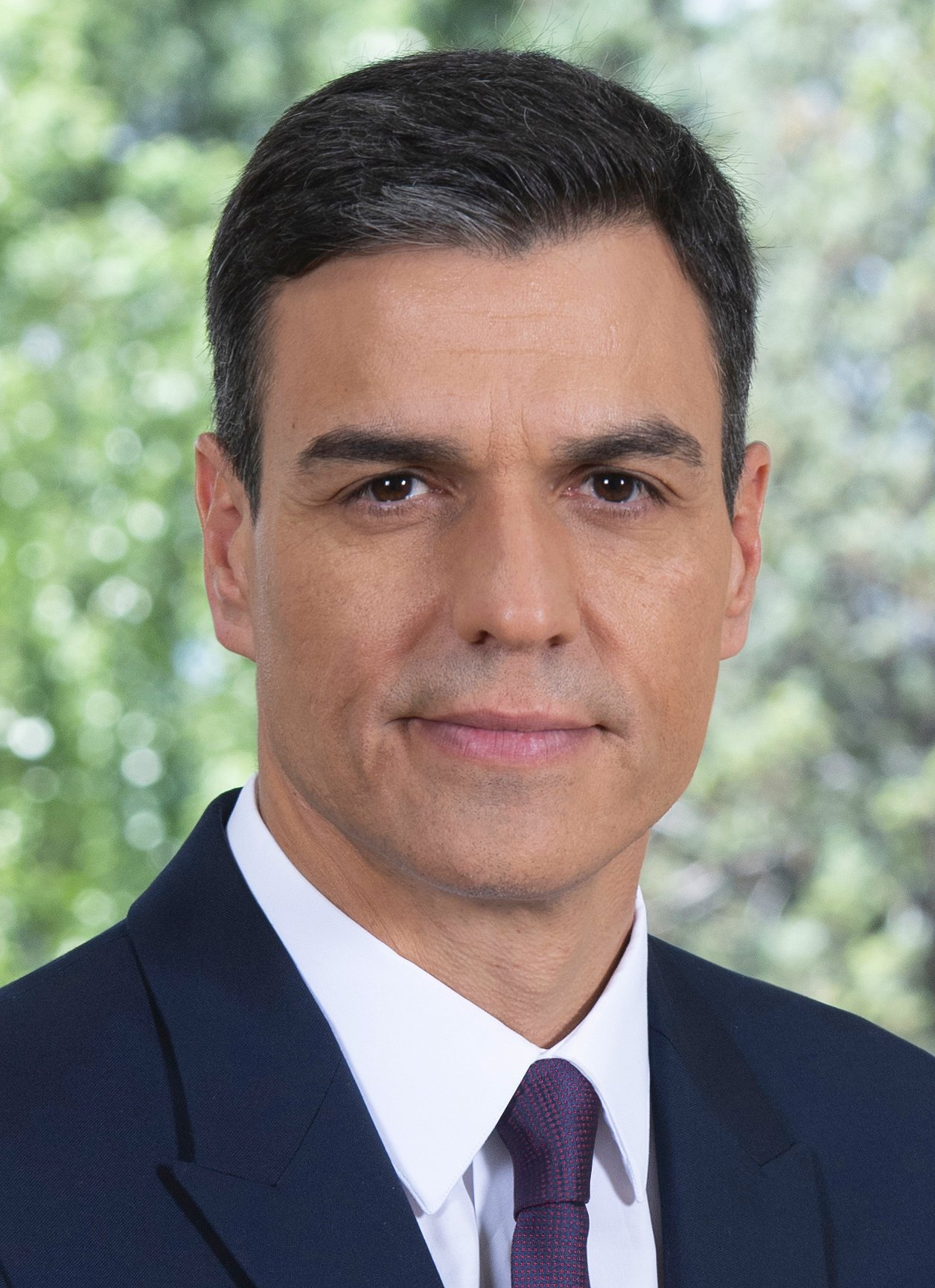
ESP Pedro Sánchez, Président du gouvernement
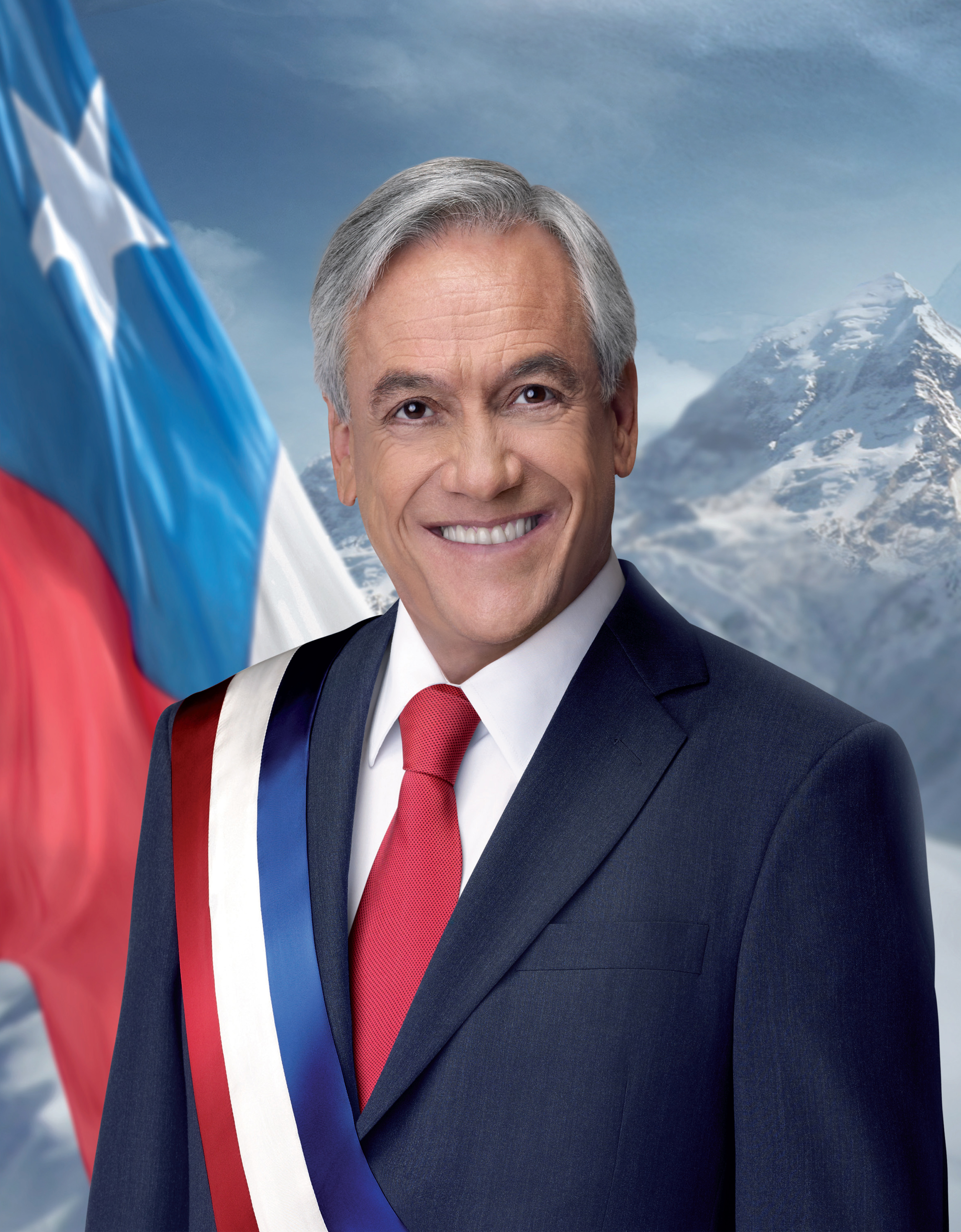
' Sebastián Piñera, Président
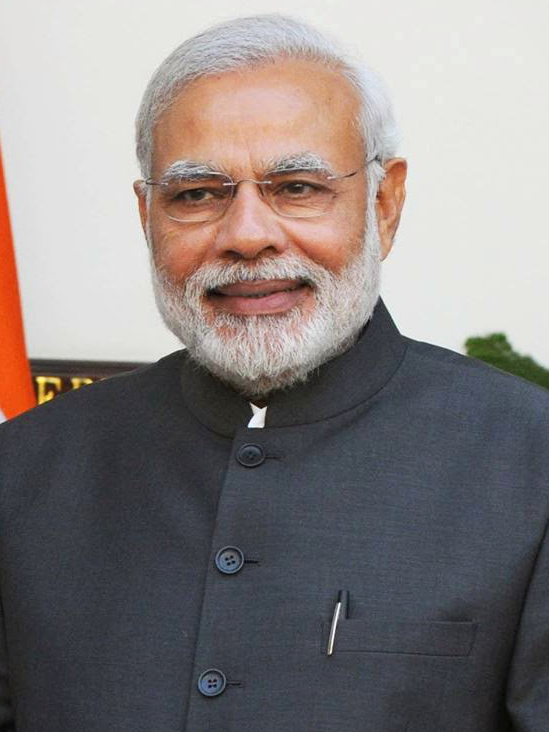
IND Narendra Modi, Premier ministre
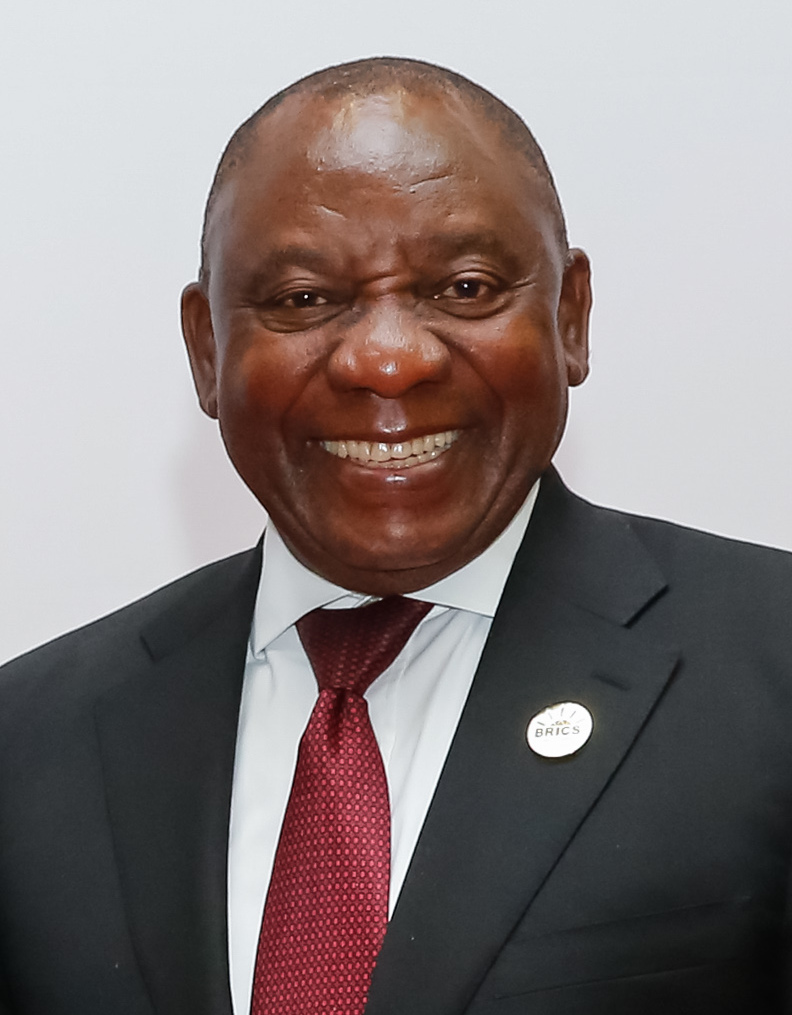
' Cyril Ramaphosa, Président
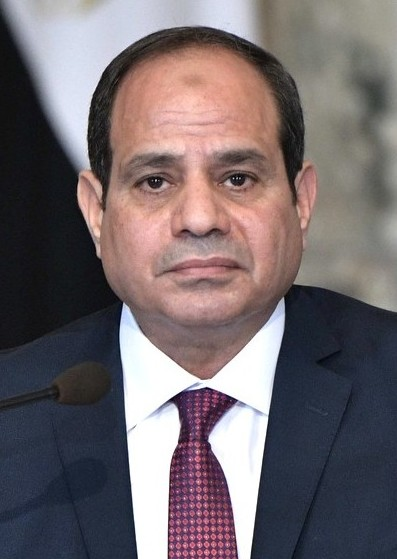
' Abdel Fattah al-Sissi, Président
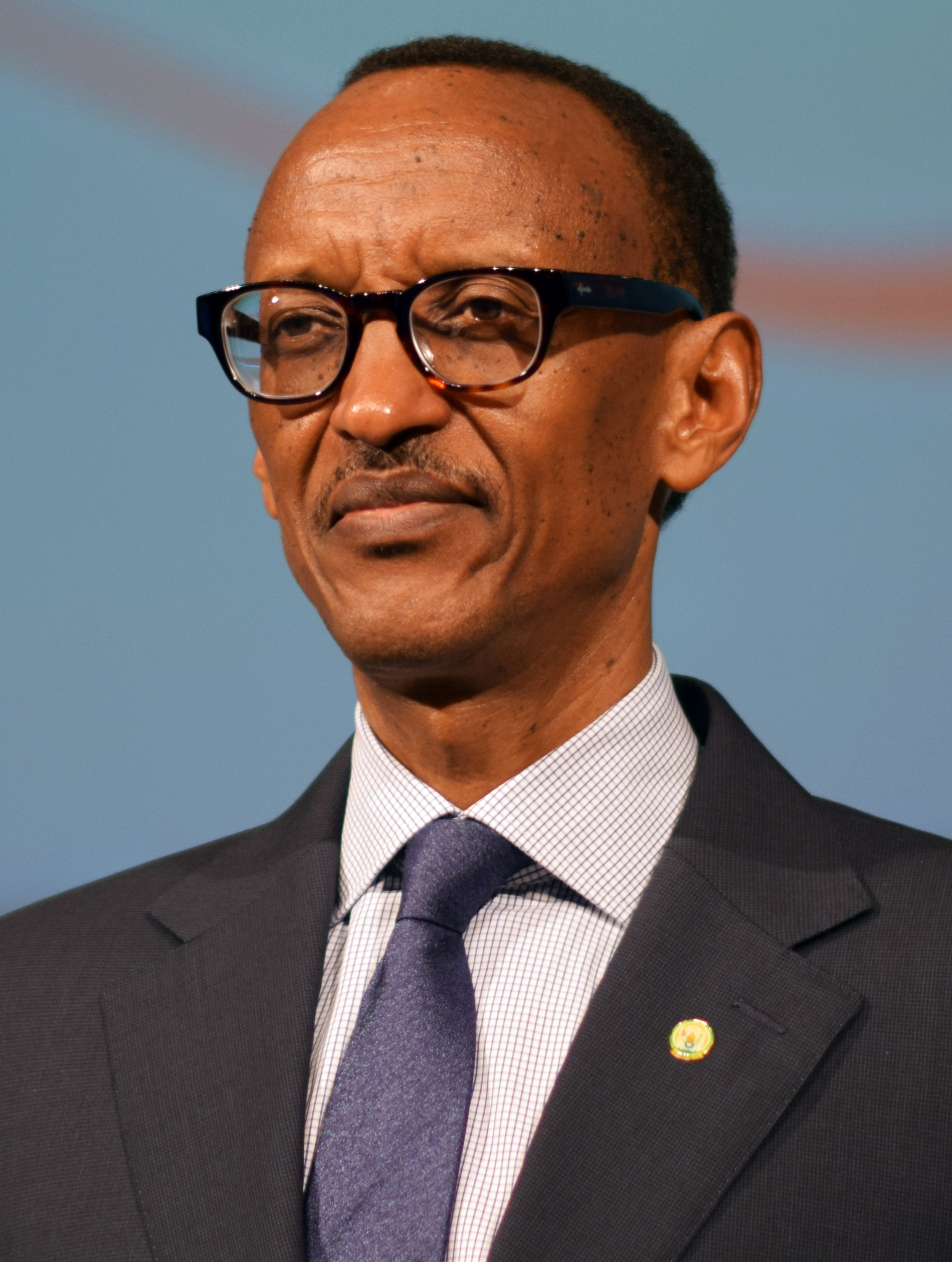
RWA Paul Kagame, Président
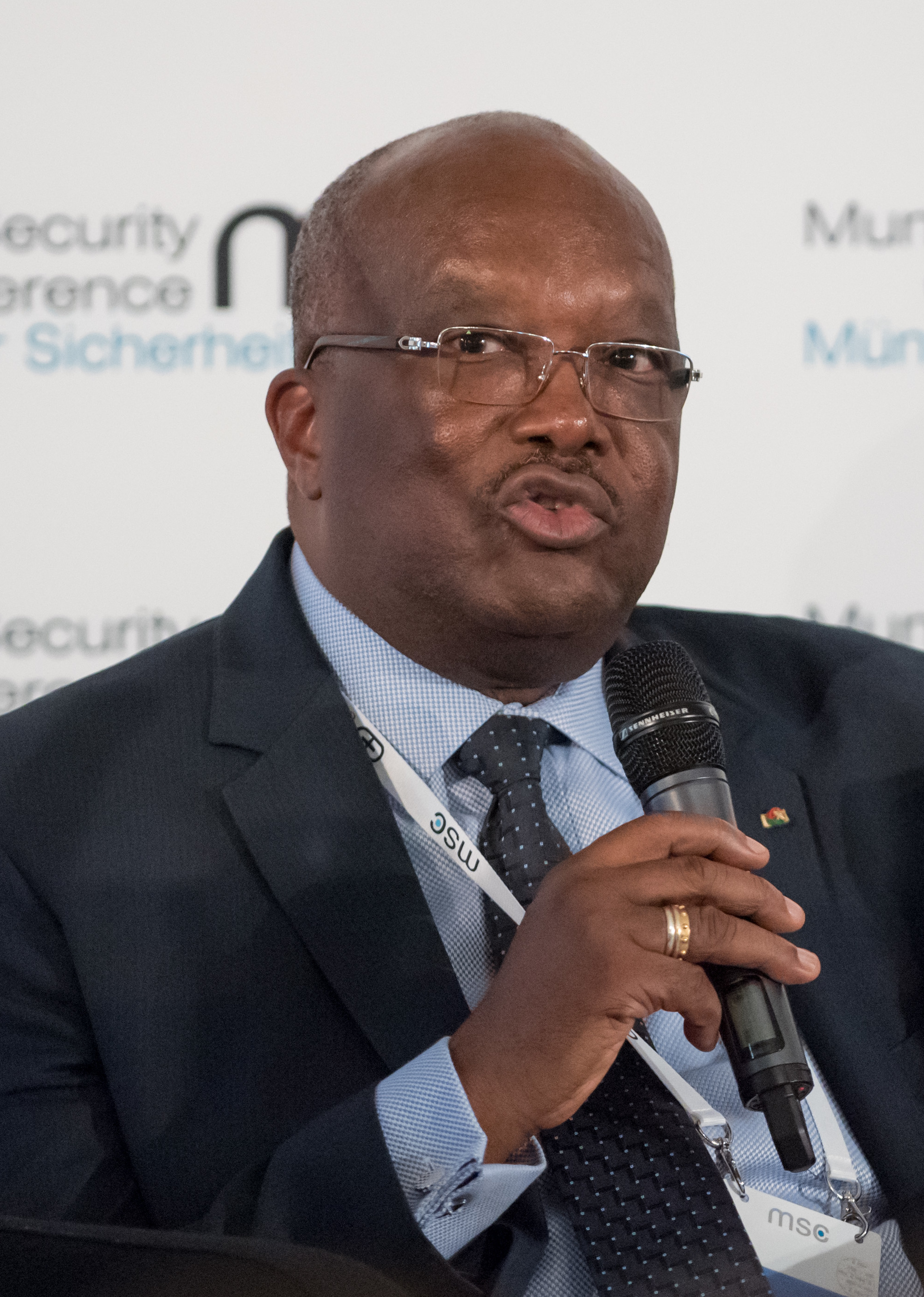
' Roch Marc Christian Kaboré, Président
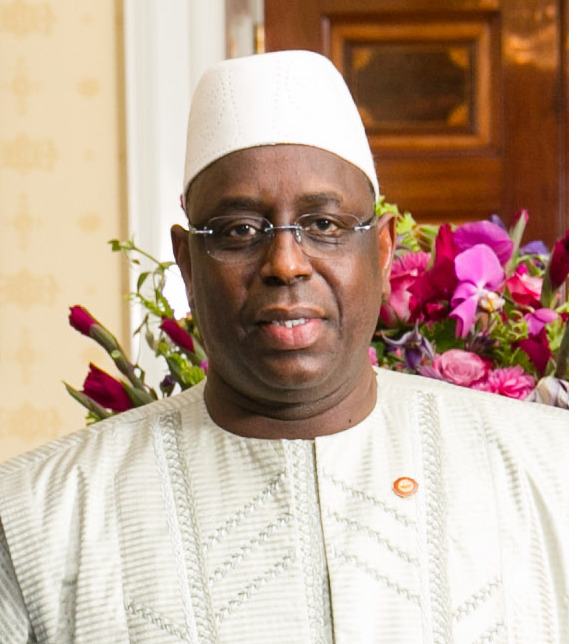
' Macky Sall, Président

- Australie
Scott Morrison,
Premier ministre
- Espagne
Pedro Sánchez, Président du gouvernement
- Chili
 Sebastián Piñera, 
Président
- Inde
Narendra Modi, 
Premier ministre
- Afrique du Sud
Cyril Ramaphosa, 
Président
- Égypte
 Abdel Fattah al-Sissi,
 Président
- Rwanda
Paul Kagame, 
Président
- Burkina Faso 
Roch Marc Christian Kaboré, 
Président
- Sénégal
 Macky Sall,
 Président

#### Organisations internationales

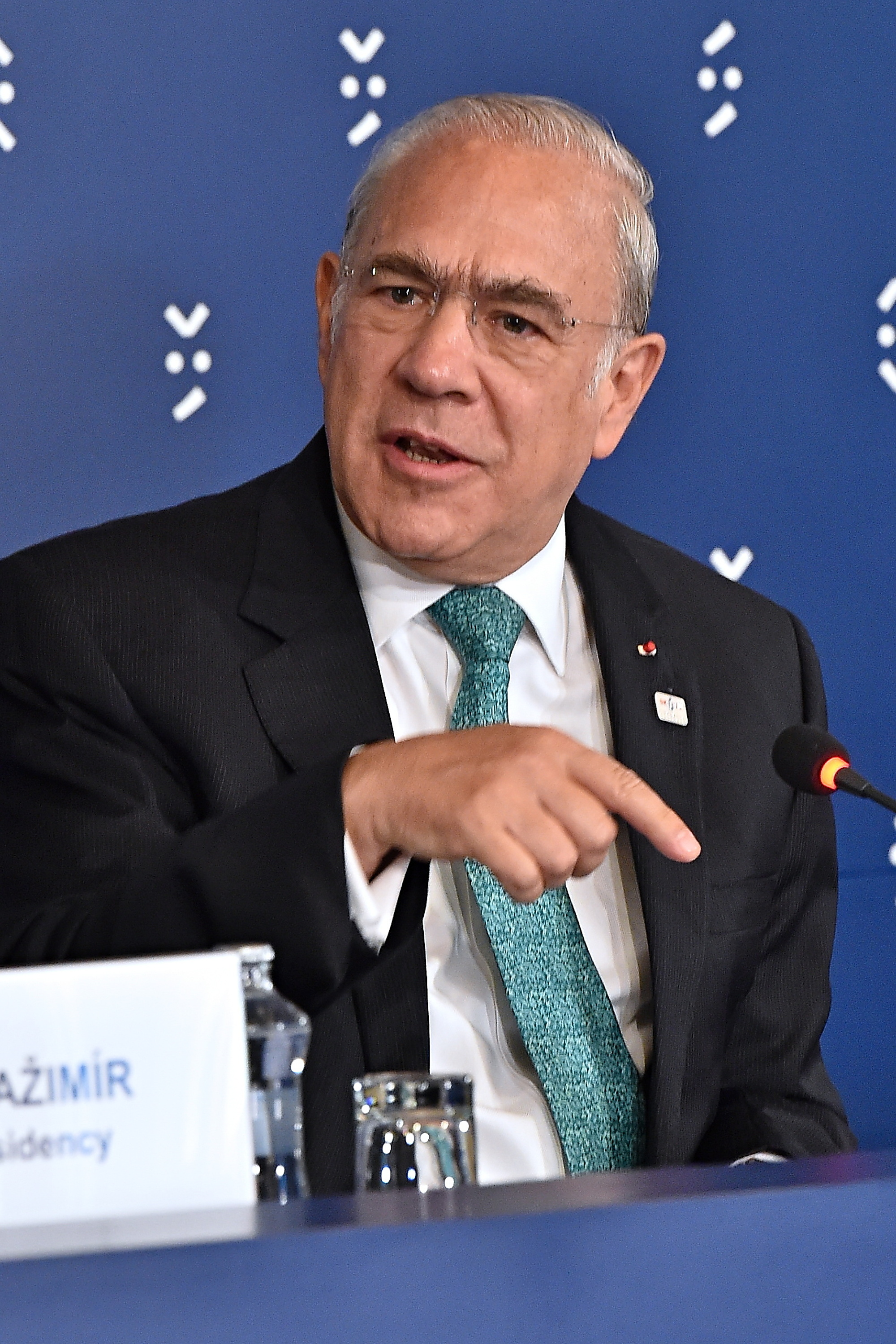
OCDE José Ángel Gurría, Secrétaire général
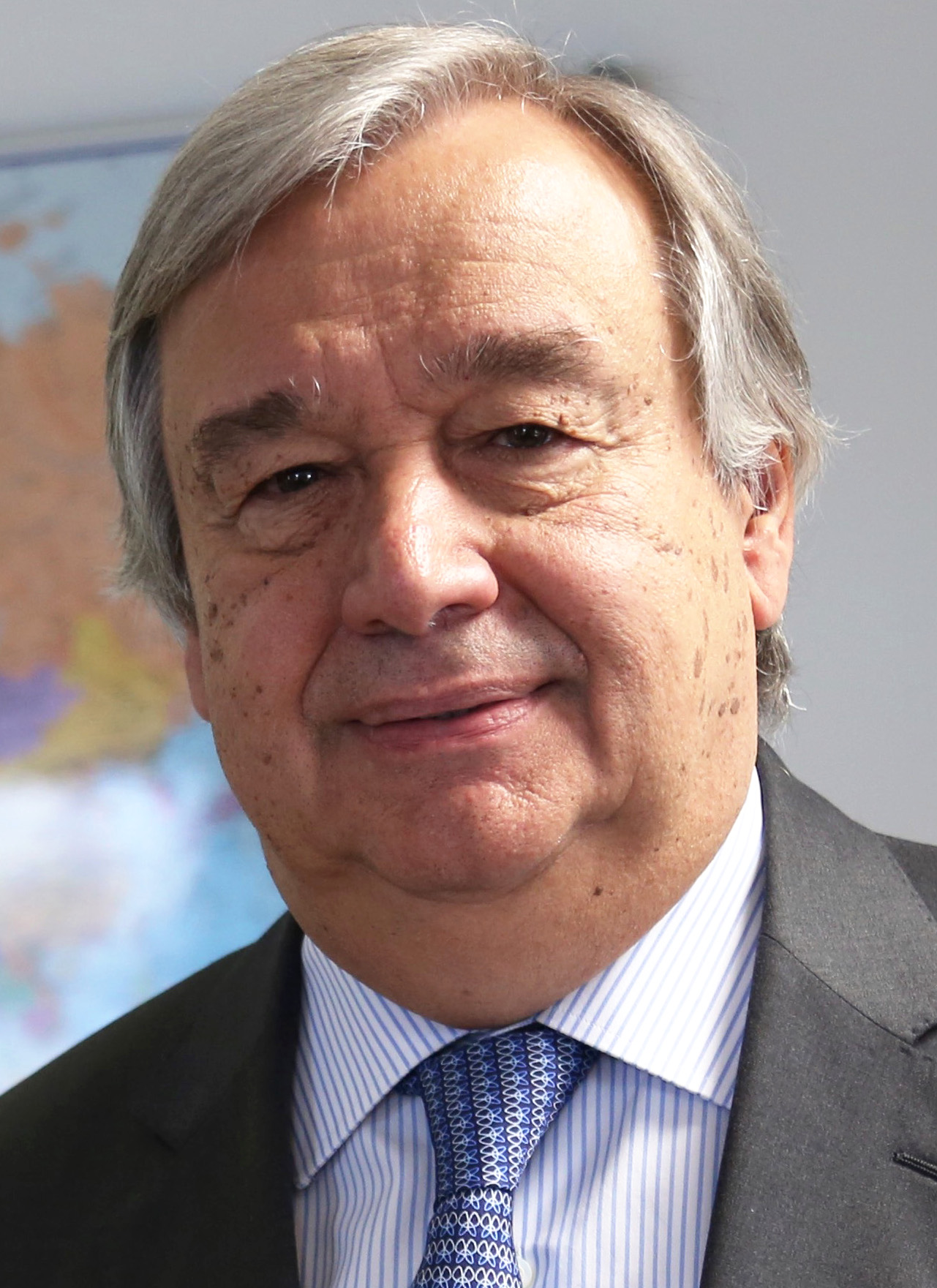
ONU António Guterres, Secrétaire général
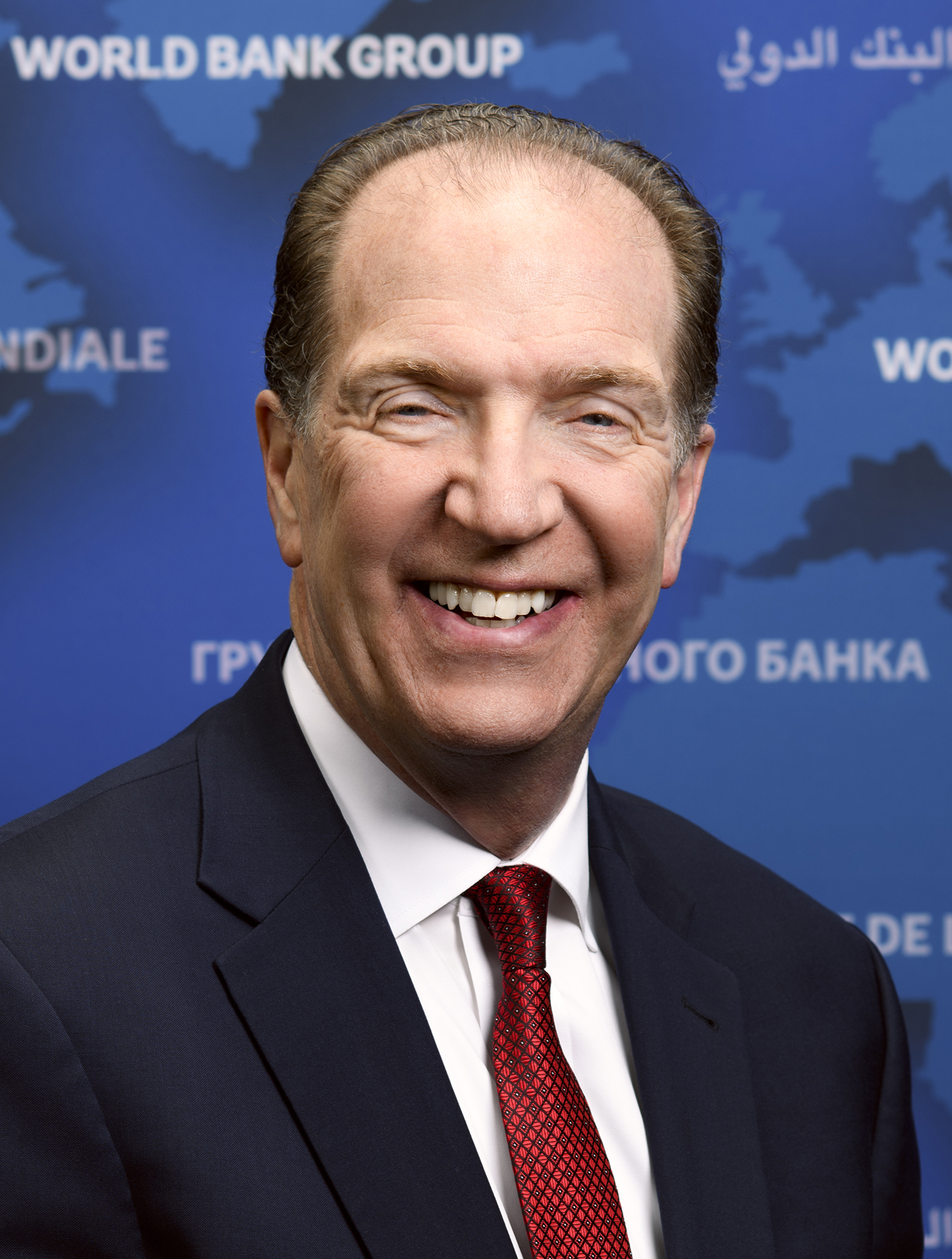
Groupe de la Banque mondiale David Malpass, Président
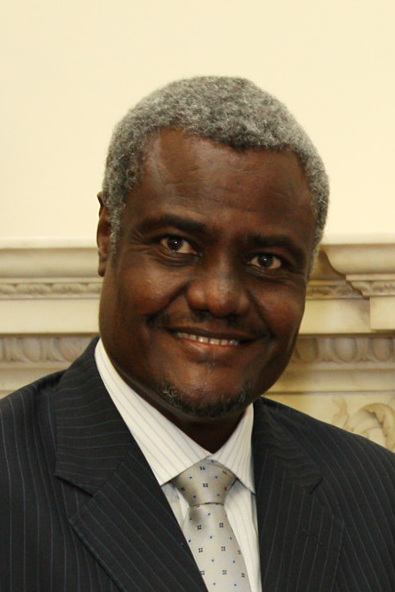
Union africaine Moussa Faki, Président
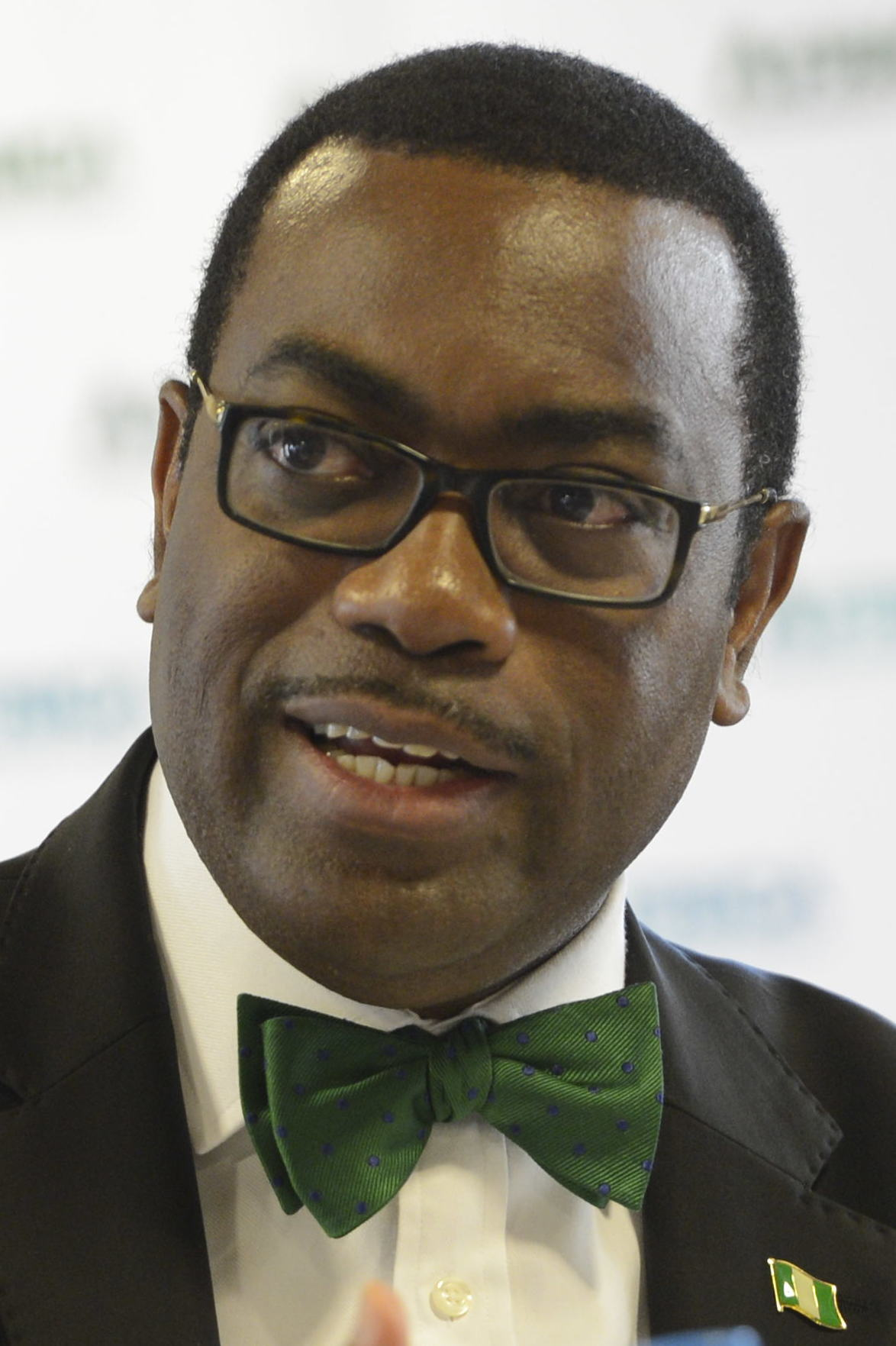
Banque africaine de développement Akinwumi Adesina, Président
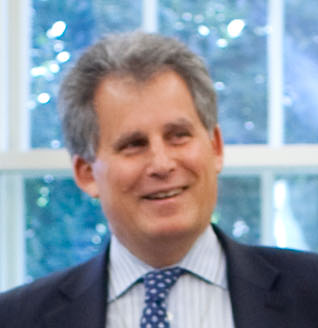
Fonds monétaire international David Lipton, Premier directeur général adjoint
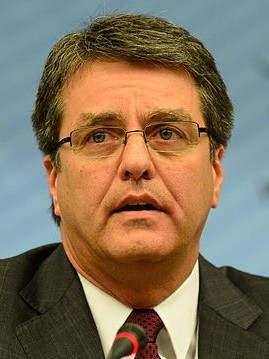
Organisation mondiale du commerce Roberto Azevêdo, Directeur général
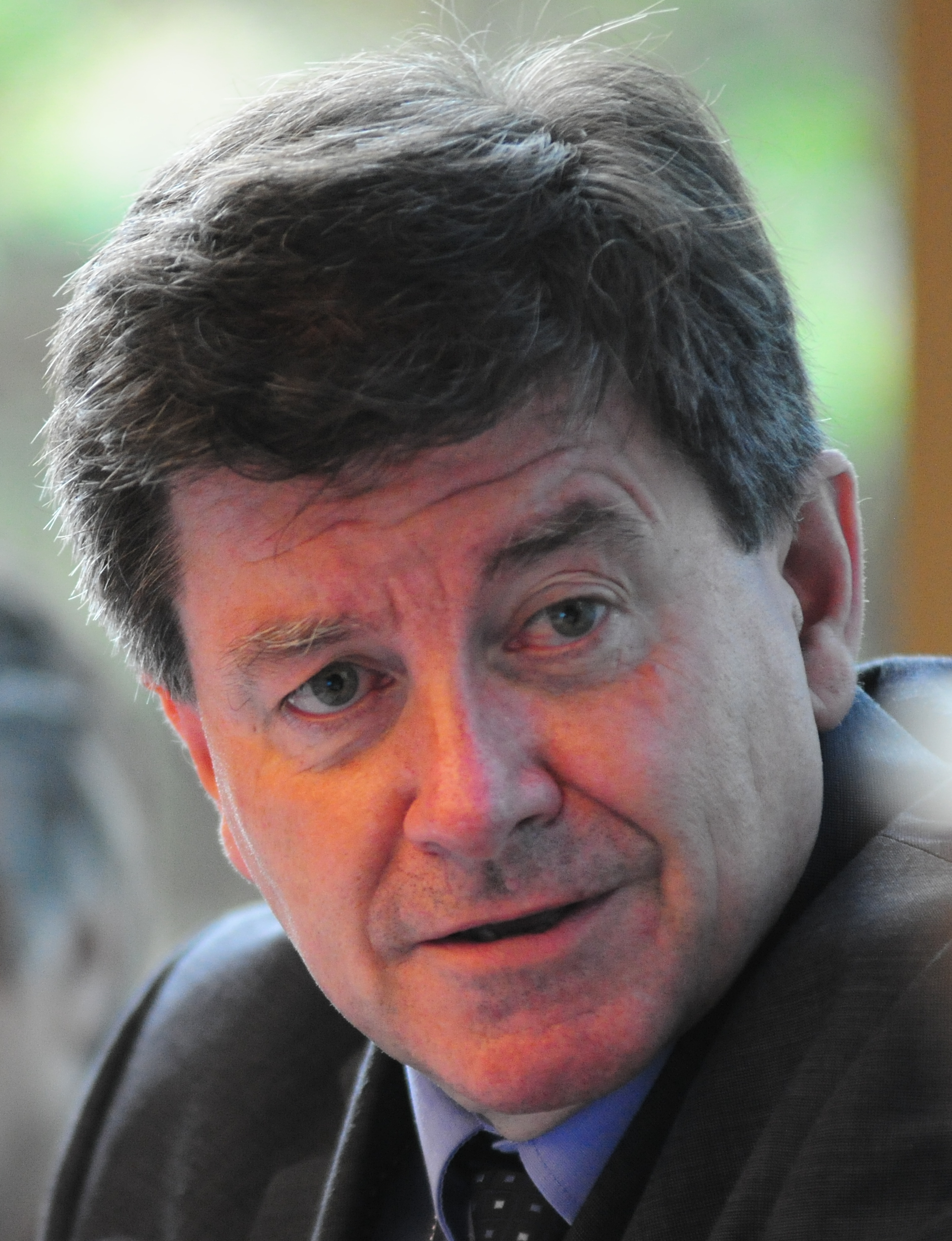
Organisation internationale du travail Guy Ryder Directeur général
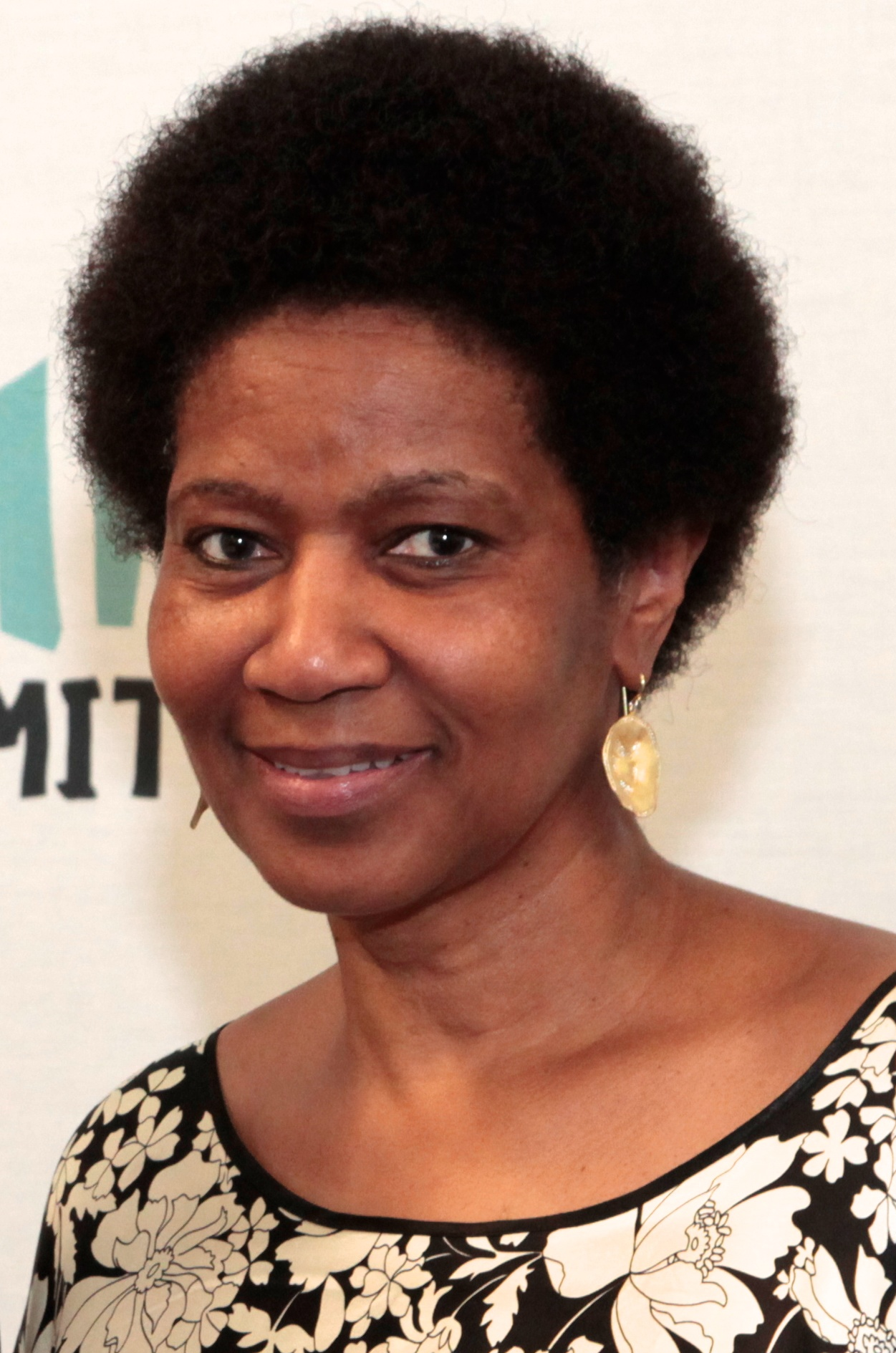
ONU Phumzile Mlambo-Ngcuka, Secrétaire générale adjointe

#### Autres

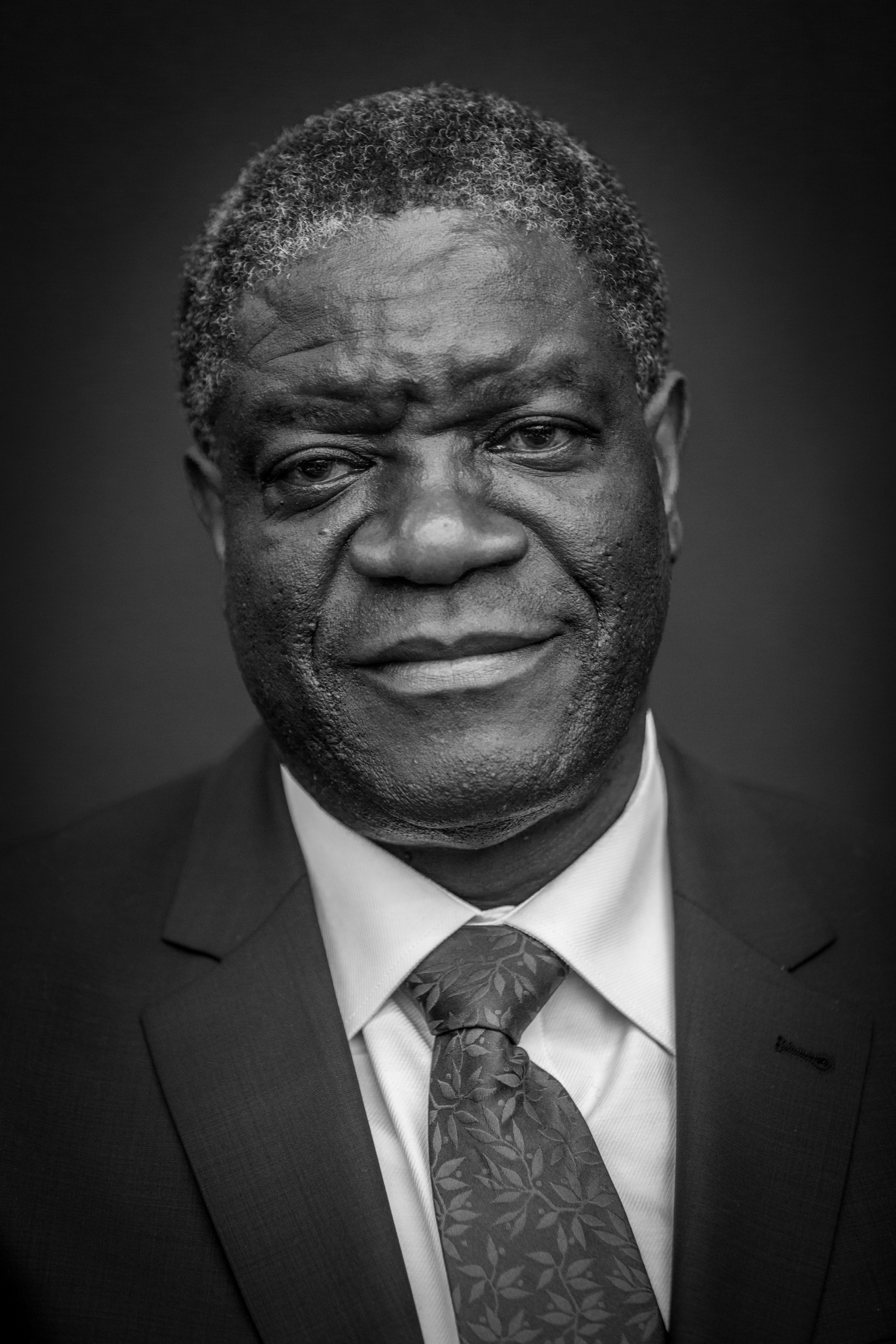
Denis Mukwege, Prix Nobel de la paix en 2018
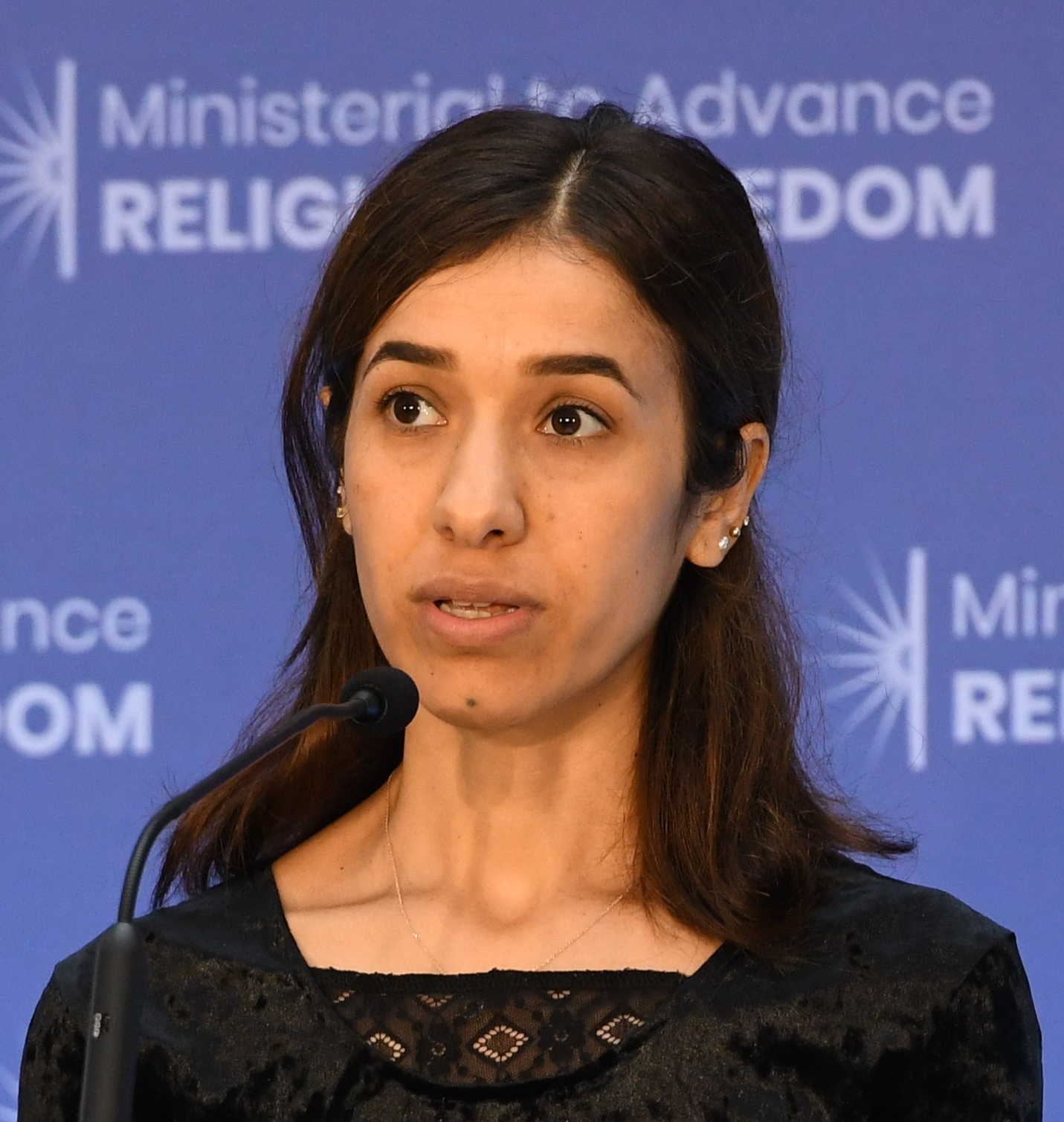
Nadia Murad, Prix Nobel de la paix en 2018
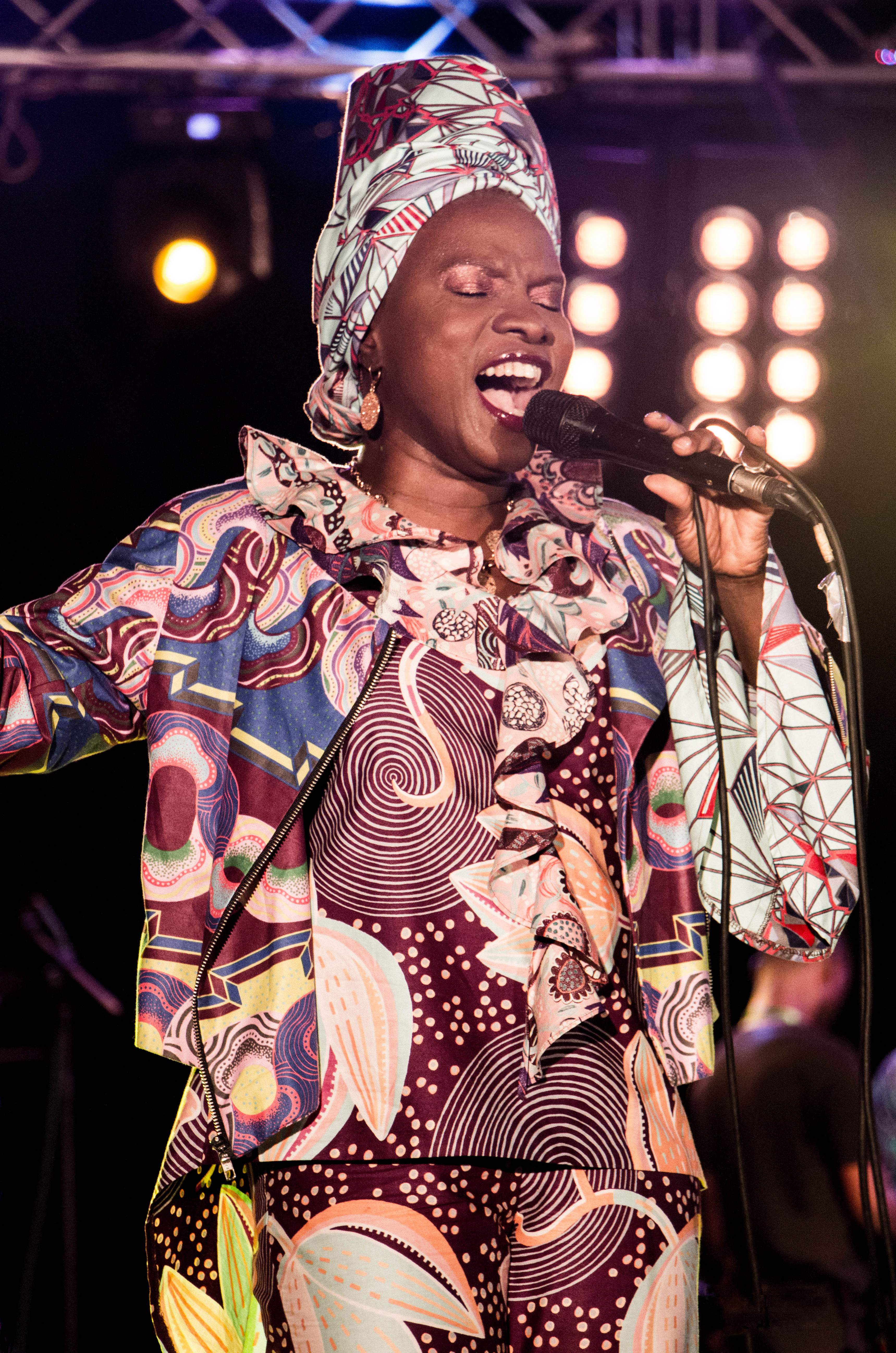
Angélique Kidjo, chanteuse béninoise

### Absence du président de la Commission européenne
Jean-Claude Juncker, président de la Commission européenne, est absent du G7 pour des raisons de santé. Il a été hospitalisé le 18 août 2019 après avoir écourté ses vacances afin de subir une ablation de la vésicule biliaire. Sa porte-parole Natasha Bertaud a annoncé qu'il ne pourrait pas assister au G7 : « L'opération s'est bien passée et il est actuellement en convalescence à l'hôpital. Ses médecins lui ont recommandé de ne pas voyager ». Elle a précisé qu'il ne serait pas remplacé lors du sommet.

## Conclusions

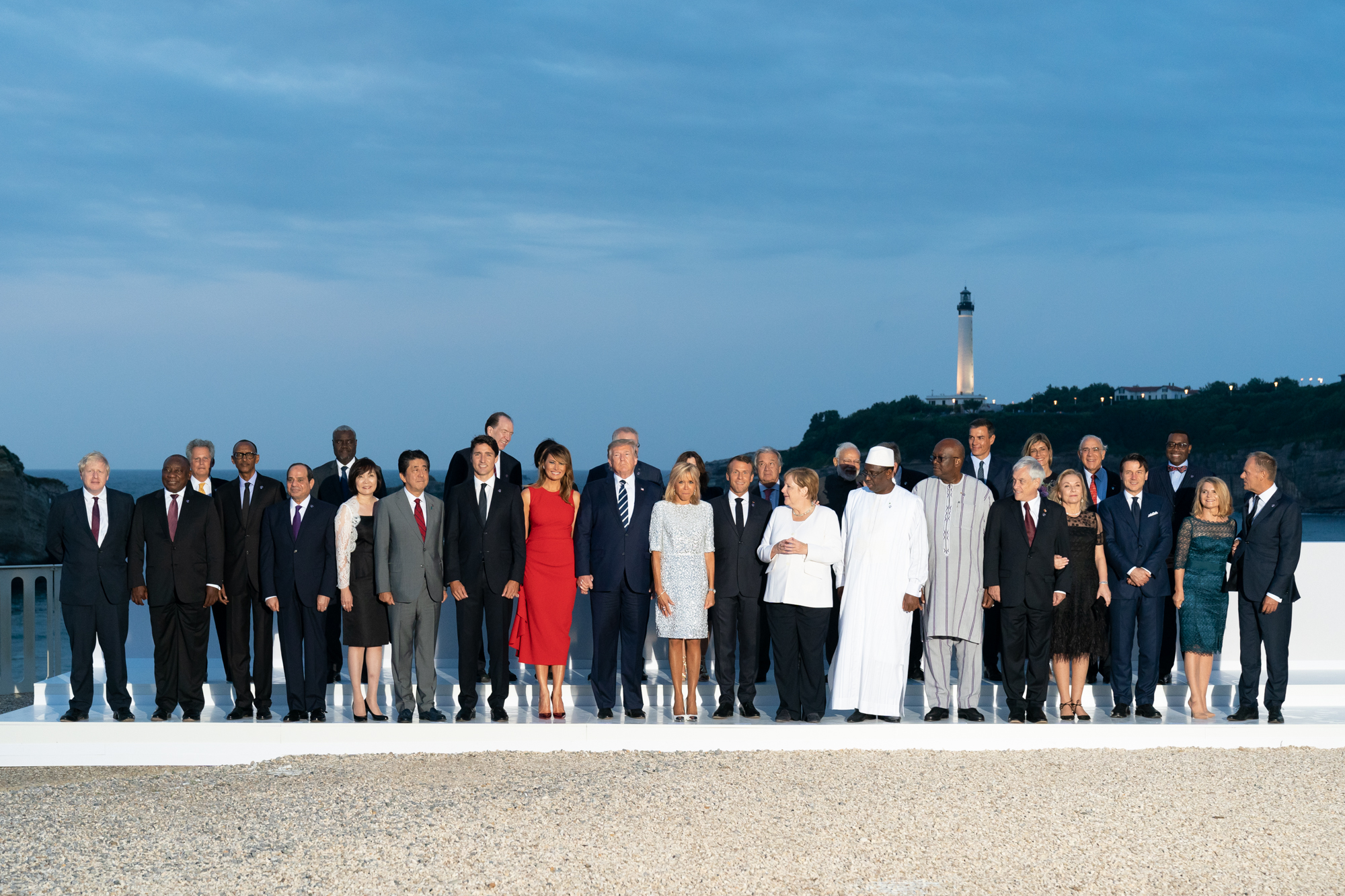
Photo des dirigeants présents au G7, avec le phare de Biarritz en fond.

### Affaire Bolsonaro-Macron
Une des premières prises de parole du président français, Emmanuel Macron, est au sujet d'un commentaire émis sur Facebook, où Jair Bolsonaro tient un propos jugé irrespectueux sur le physique et l'âge de Brigitte Macron,.

### Accords sur le nucléaire iranien
Emmanuel Macron, en tant qu'organisateur du G7, a rencontré à deux reprises Mohammad Javad Zarif pour tenter de sauvegarder l'accord sur le nucléaire iranien. Il a affirmé lors de la conférence de presse « voir comment on peut bâtir un nouvel accord avec l'Iran. Un accord plus ambitieux en termes de sûreté, mais qui donne des compensations économiques à l'Iran », en référence notamment aux sanctions infligées par les États-Unis.
Il espère notamment une rencontre entre Donald Trump et Hassan Rohani « dans les prochaines semaines ».
Quelques mois après, la crise américano-iranienne de 2019-2020 a pourtant pris une tournure dramatique avec des attaques de part et d'autre, faisant des morts notamment en Irak.

### Incendies en Amazonie
En raison de la gravité des incendies qui ravagent l’Amazonie en août 2019 et du fait que le Brésil et la France touchent cette forêt (via la Guyane), l'Amazonie a pris une place importante dans les échanges entre les dirigeants du G7. Ceux-ci ont décidé de débloquer d'urgence 20 millions de dollars pour l'utilisation de Canadairs et lutter contre les incendies en Amazonie en général.
Certains dénoncent des soutiens financiers qui n’empêcheront pas la catastrophe de se reproduire, sans oublier le fait que la France contribue directement à la déforestation et aux incendies en Amazonie par les importations de soja, destinées notamment à l’alimentation du bétail.
Le chef indien Raoni est reçu par le président de la République française dans la commune voisine de Bidart en toute fin du G7.

### Climat
Selon des associations environnementales telles que Greenpeace, le climat aurait dû être un sujet plus important lors de la réunion.

### Taxe GAFA
La France souhaite mettre en place une taxe spécifique sur les entreprises Google, Amazon, Facebook et Apple longtemps refusée par les États-Unis. Les pays du G7 sont convenus de « trouver un accord en 2020 dans le cadre de l'OCDE » concernant une taxe internationale sur les Gafa. Macron précise que le jour où celle-ci sera mise en place, la France annulera la taxe actuelle qu'elle impose. L'Express précise que les « conditions de cet accord n'ont pour autant pas encore été dévoilées ».

### Russie
La réintégration de la Russie dans les discussions du G7 (et donc G8) est envisagée par Donald Trump. Cependant, les pays de l'UE s'opposent à cette réintégration depuis l'annexion de la Crimée par la Russie en 2014. Vladimir Poutine est reçu par Emmanuel Macron quelques jours avant le sommet, au fort de Brégançon, le 19 août 2019. Les sujets de l'Ukraine et du conflit en Syrie ont été évoqués.

## Moyens mis en place
La ville de Biarritz se prépare quelques mois avant la tenue du sommet du G7 de 2019, notamment à l'hôtel du Palais qui reçoit les invités diplomatiques. D'octobre 2018 à juin 2019, d'importants chantiers de rénovation du bâtiment, ayant entraîné sa fermeture temporaire, sont réalisés. Le coût est estimé entre 50 et 70 millions d'euros, notamment pour rénover en « urgence » la toiture et les chambres.
Un important dispositif sécuritaire est mis en place, mobilisant notamment 13 200 policiers et gendarmes, épaulés par l'armée française,.

## Oppositions

### Manifestations
Le 18 décembre 2018, en marge d'une réunion préparatoire sur le sommet du G7 de 2019 réunissant 150 ambassadeurs, des protestations se tiennent à Biarritz contre la tenue du G7 dans cette ville. La manifestation est sous surveillance des forces de l'ordre présentes en nombre. Une jeune femme est blessée par un tir de flash-ball : elle subit une triple fracture de la mâchoire et perd deux dents.
De nombreux tags sont également recensés le long de la côte basque contre la tenue du sommet du G7 en 2019.

### Contre-sommet du G7
(août 2019).
Plusieurs dizaines d'associations se regroupent pour organiser un contre-sommet du G7 (de type forum social) et un site web commun, aux mêmes dates que le G7, plus bas dans le pays basque français. Plusieurs dizaines de conférences débats y sont données.
Exemples de thèmes abordés:
- [Conférence] Face aux accords de libre-échange et l’impunité des multinationales, quelles alternatives ?
- [ATELIER] Lutte contre le libre-échange : les droits humains et l’urgence écologique avant le commerce
- [ATELIER] Rendre les multinationales juridiquement responsables de leurs actes? De la loi française sur le devoir de vigilance à la réforme du droit européen et international
- [ATELIER ] Salarié-e-s précaires et associations militantes contre McDo : construire des alliances pour gagner contre une multinationale
- [ATELIER  CINÉ-DÉBAT] Quand les multinationales attaquent les États
- [Atelier] Impunité des multinationales : comment agir ? De l’éducation populaire à la désobéissance civile !
- [ATELIER] Action non-violente  [sic] et désobéissance civile
- [CONFÉRENCE] Abolir les dettes illégitimes publiques et privées
- [ATELIER] Dettes aux Suds : des dettes coloniales à la nouvelle crise de la dette
- [Conférence] Justice fiscale et lutte contre l’évasion fiscale
- [ATELIER] Face au capitalisme, expériences d’autonomies et d’autogestions
- [ATELIER] Europe, quelles perspectives pour les mouvements sociaux européens ?
- [CONFÉRENCE] Les voies de l’émancipation, du municipal à l’international
- [CONFÉRENCE] Mouvements sociaux et forces politiques, crises et renouveaux
- [CONFÉRENCE] Pour l’emploi, l’environnement et la santé, mouvements sociaux et parlementaires, arrêtons ensembles  [sic] les accords de libre-échange CETA et Mercosur
- [CONFÉRENCE] Créer des alternatives au capitalisme
- [CONFÉRENCE] La Charte des droits sociaux du Pays Basque
- [ATELIER] Le numérique, c’est politique !
- [ATELIER] Pour changer le monde, cliquer ici !
- [ATELIER] 3TS Tiers Techno Paysage

## Dossiers abordés
Les dossiers abordés sont :
- la taxation des GAFA ;
- la lutte contre le réchauffement climatique ;
- les inégalités ;
- la lutte contre le trafic de migrants et les réseaux de passeurs ;
- la lutte contre l'emploi de l'internet à des fins terroristes et d'extrêmisme violent. Sur ce dernier point, la France promeut une régulation plus rapide en ligne via une Charte inspirée de mécanisme pratiqués en Allemagne et repris au sein de  la loi dite Avia[24].